# Arctocebus
Arctocebus — рід нічних мокроносих приматів родини лорієвих (Lorisidae). Включає два види, що поширені у Нігерії, Камеруні та на півночі Демократичної Республіки Конго.

## Опис
Тіло завдовжки від 22 до 30 см, Хвіст дуже короткий. Важить лише 0,5 кг. Хутро від жовто-коричневого до золотистого кольору. Морда загостреніша, ніж у інших лорієвих, і це, разом із круглими вухами, що робить їх схожими на мініатюрних ведмедів.

## Спосіб життя
Трапляється поодиноко. Веде нічний та деревний спосіб життя, віддає перевагу підліску та нижнім шарам лісу. Вони проводять день, сховавшись серед листя. Як і всі лорі, характеризуються повільними рухами.